# Adalbert II. (Ivrea)
Adalbert II. (* wohl 936; † 30. April 971 in Autun) aus dem Haus Burgund-Ivrea wird als Mitkönig seines Vaters Berengar II. (950–961) in Italien zu den Nationalkönigen gezählt.

## Leben
Er war der älteste Sohn des Markgrafen von Ivrea und späteren Königs Berengar II. von Italien und der Willa von Tuszien. Als Lothar II., der Sohn König Hugos I. von Italien 950 plötzlich starb, wählten die lombardischen Edlen Berengar II. und dessen Sohn Adalbert II. zu Königen. Sie wurden in der Kirche San Michele Maggiore in Pavia gekrönt. Adalbert war bis zum Sturz seines Vaters 961 Mitkönig in Italien. In dieser Zeit, vor 956, heiratete er Gerberga von Mâcon, † 11. Dezember 986/991, Tochter des Otto (Othon) und Erbin von Mâcon. Ihre Kinder waren:
- Otto Wilhelm (* wohl 958/959; † 21. September 1026), 982 Graf von Mâcon und Graf von Nevers, 995 Graf von Burgund
- Gisela; ⚭ um 983 Anselm I., Markgraf von Montferrat; † wohl 1020
- Harduin, † 1015, Markgraf von Ivrea
- Wibert, † 1030, Markgraf von Ivrea
- Amadeus

Italien wurde Teil des Heiligen Römischen Reiches unter dem am 2. Februar 962 in Rom zum Kaiser gekrönten Kaiser Otto I. Er war als Nachfolger seines Vaters Markgraf von Ivrea. Im Jahr 968 verbündete sich Adalbert mit dem byzantinischen Kaiser Nikephoros II. im Krieg gegen Otto I. um den Besitz Apuliens, und im folgenden Jahr, am Ende der Feindseligkeiten zwischen den beiden Kaisern, war Adalbert gezwungen, sich nach Burgund zurückzuziehen. Er starb 971 in Autun.
Gerberga heiratete in zweiter Ehe um 972 Heinrich I. den Großen (Henri I le Grand), Graf von Nevers, Herzog von Niederburgund (Robertiner), der seinen Stiefsohn Otto Wilhelm adoptierte.